# Herbert Kroemer
Herbert Kroemer (født 25. august 1928, død 8. marts 2024) var en amerikansk fysiker og professor i elektro- og computerteknik  på University of California, Santa Barbara. Han fik en Ph.D. i teoretisk fysik i 1952 fra Georg-August-Universität Göttingen, Tyskland med en afhandling om varme elektroneffekter på transistorer, der dengang var en ny opfindelse, hvilket igangsatte hans karriere med forskning i halvledere. I 2000 modtog Kroemer halvdelen af nobelprisen i fysik sammen med Zjores Alfjorov "for udviklingen af halvleder-heterostrukturer til brug i højhastigheds- og optoelektronik." Den anden halvdel af prisen gik til Jack Kilby for hans opfindelse af integrerede kredsløb og mikrochips.